# Irreplaceable (George Benson)
Irreplaceable è uno degli ultimi lavori dell'artista americano George Benson, unico nel suo genere. In questo album l'artista si rimette in discussione con un sound differente da tutti gli altri. Questo album è stato scritto appositamente per lui da Joshua Paul Thompson, il quale riesce a mescolare lo stile attuale R&B al guitar personale di George Benson rendendolo così apprezzabile anche dal pubblico giovanile.

## Tracce
1. Six Play -4:12
2. Whole Man - 3:53
3. Irreplaceable - 4:18
4. Loving Is Better Than Leaving - 4:14
5. Strings Of Love - 3:26
6. Cell Phone - 4:14
7. Black Rose - 4:40
8. Stairway To Love - 4:19
9. Reason For Breathing - 4:51
10. Missing You - 3:22